# Albershausen
Albershausen es una localidad del Göppingen en Baden-Wurtemberg, Alemania. Está ubicada en el sur del país a lo largo de la carretera nacional B 297 a unos 30 kilómetros al oeste de Stuttgart.